# Ricardo Zabalza Elorga
Ricardo Zabalza Elorga (Erratzu, vall de Baztan, Navarra, 29 de gener de 1898 - Madrid, 24 de febrer de 1940) va ser un polític i sindicalista socialista navarrès.

## Biografia
Fill del metge Lázaro Zabalza i e Marcelina Elorga. La seva infància la va passar a diversos pobles segons el treball del seu pare, Erratzu, Agoitz, Funes i finalment Burgi. Després d'estudiar Magisteri va emigrar a l'Argentina quan tenia 15 anys on va exercir diversos treballs, com a estibador al port de Buenos Aires, i va exercir de mestre a escoles rurals.
Va tornar a Espanya el 1930, i després de residir inicialment a Jaca, on vivien els seus germans, es va traslladar a Pamplona. Ja proclamada la Segona República va tenir càrrecs de responsabilitat a la Federació Socialista de Navarra del PSOE i a la Federació Provincial de Societats Obreres de la UGT, sent vicepresident de la primera i secretari de la segona. Posteriorment, al març de 1933, va ser triat Secretari Provincial de la Federación Nacional de Trabajadores de la Tierra (FNTT).
Va ser candidat per Navarra a les eleccions generals espanyoles de 1933 pel Partit Socialista Obrer Espanyol (PSOE) de Navarra. Encara que fou el candidat socialista més votat, no va obtenir acta de diputat (les set van ser pel Bloc de Dretes). Va ser portat als tribunals per un article que va escriure a Trabajadores!! (de la UGT) que es va considerar injuriós al President de la República i incitava la revolució.
Pertanyent a l'ala caballerista del socialisme que va obtenir la majoria al congrés de febrer de 1934, va substituir al besteirista Lucio Martínez Gil com a Secretari General de la FNTT. Als pocs mesos, va coordinar la vaga general en el camp que va començar el 5 de juny d'aquell any, i que va fracassar. També va participar en els seus preparatius de la revolució d'octubre de 1934. Per això va ingressar el gener de 1935 en la presó Model de Madrid, sortint mesos després.
Donat el seu càrrec al capdavant de la FNTT, va viatjar per Andalusia i Extremadura, per la qual cosa en les eleccions generals espanyoles de 1936 es va presentar pel Front Popular com a candidat per Badajoz, aconseguint l'acta de Diputat. Com a diputat va intervenir activament en el debat del projecte de llei sobre rescat de terres comunals.
Al va iniciar de la Guerra Civil es trobava en Madrid, i va participar en l'assalt a la Caserna de la Montaña el 20 de juliol. Posteriorment es va traslladar a Badajoz on va organitzar el batalló de camperols Pedro Rubio. Nomenat pel Govern de Largo Caballero governador civil de València prèviament al trasllat del govern republicà al novembre de 1936, encara que no va durar molt en aquest càrrec. Posteriorment va impulsar l'organització de cooperatives agrícoles donant origen a la Unió Central de Cooperatives Agrícoles i fundant la revista Col·lectivisme.
Portaveu del sector caballerista que s'oposava a l'Executiva que presidia el prietista Ramón González Peña, va col·laborar en les negociacions que van posar remei aquesta divisió en la cúpula de la UGT realitzades a València, el gener de 1938.
Finalment es va anar distanciant fins a oposar-se a les directrius del Govern de Juan Negrín donant suport a la revolta del coronel Segismundo Casado. Al març de 1939 va treballar intensament per organitzar l'evacuació de militants socialistes i de les seves famílies a Alacant on va ser detingut quan van arribar les tropes italianes. Va ser internat al camp de concentració d'Albatera, primer, i després traslladat a la presó de Porlier a Madrid, en la denominada expedició dels 101, composta per dirigents polítics i sindicals i persones notòries del bàndol republicà capturats al port d'Alacant, sense haver aconseguit fugir d'Espanya.
En la matinada del 24 de febrer de 1940 moria afusellat a les tàpies del cementiri de l'Est a Madrid.